# الدوري الإنجليزي الممتاز 1998–99
الدوري الإنجليزي الممتاز 1998–99 (بالإنجليزية: 1998–99 FA Premier League)‏ هو موسم من الدوري الإنجليزي الممتاز. أقيم خلال الفترة 15 أغسطس 1998 وحتى 16 مايو 1999، وفاز فيه مانشستر يونايتد.